# الرومانية الكاثوليكية في ألمانيا

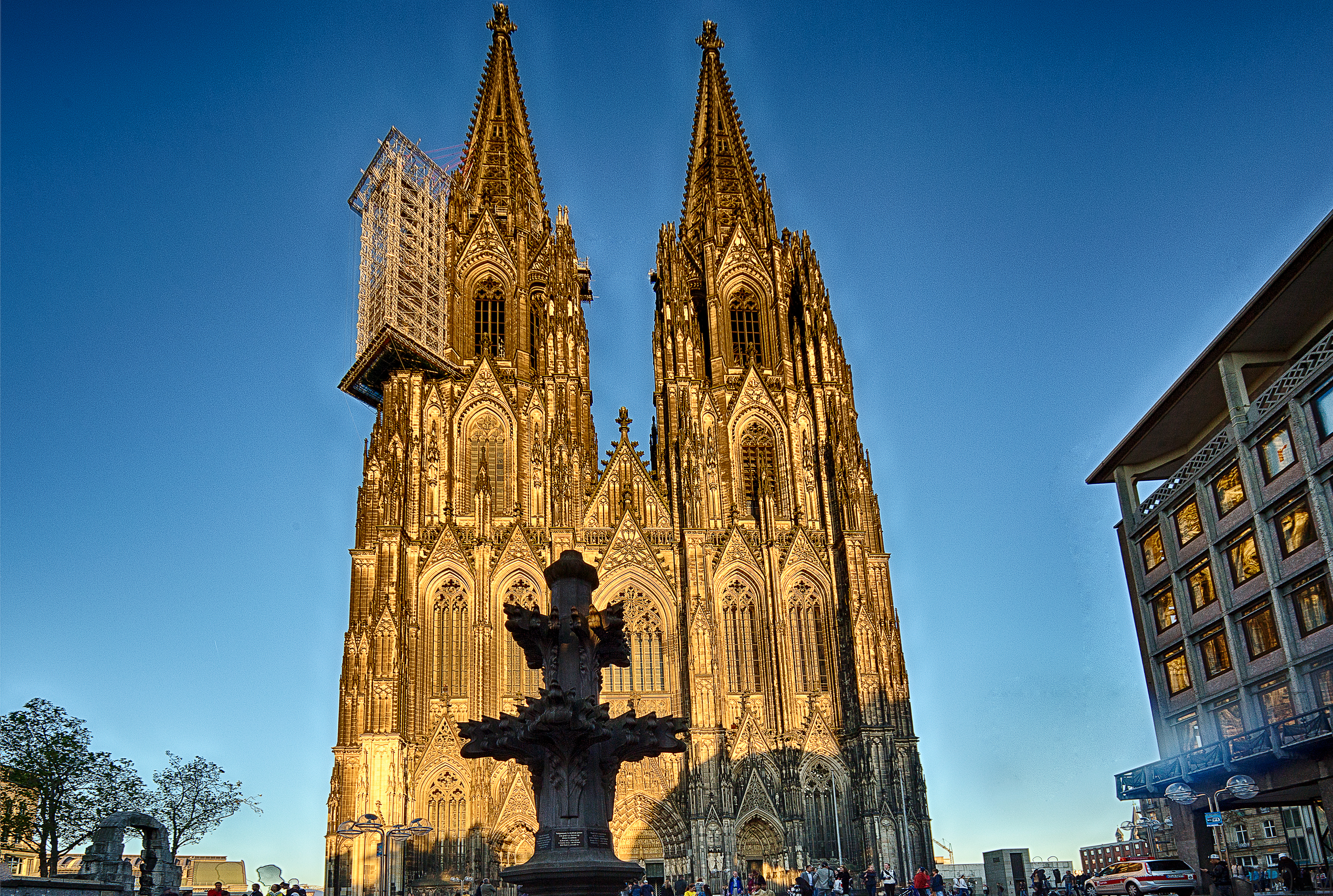
كاتدرائية كولونيا على نهر الراين تعتبر أحد مواقع التراث العالمي.

الكنيسة الكاثوليكية الألمانية هي جزء من الكنيسة الكاثوليكية العالمية في ظل القيادة الروحية للبابا في روما والمؤتمر الأسقفي الألماني. وتنقسم الكنيسة الكاثوليكية في ألمانيا إلى 27 أبرشية. بسبب ضريبة الكنيسة الإجبارية لأولئك الذين مسجلون ككاثوليك، تعد الكنيسة الكاثوليكية الألمانية أغنى جزء من الكنيسة الكاثوليكية في أوروبا، حيث وصلت إيرادات الكنيسة إلى حوالي 9.2 مليار يورو في عام 2010. لدى ولايتين من الستة عشرة ولاية ألمانية أغلبية كاثوليكيَّة مطلقة وهي بافاريا (51.2%) وسارلاند (59.8%). إلى جانب هذه الولايات تُعد الكاثوليكية أكبر مجموعة دينية في راينلند بالاتينات، وشمال الراين-وستفاليا وبادن-فورتمبيرغ.
على الرغم من التأثير العلماني في ألمانيا؛ ومع ذلك اعتبارًا من عام 2011 يَعتبر حوالي 31.2% من الألمان أنفسهم كاثوليك أي 24.5 مليون نسمة، قبل إعادة توحيد ألمانيا عام 1990 بين جمهورية ألمانيا الاتحادية (أو ألمانيا الغربية) والجمهورية الديمقراطية الألمانية (أو ألمانيا الشرقية)، شكّل الكاثوليك حوالي 42% من مجمل سكان ألمانيا الغربية. ما يجعل من السهل معرفة الإحصاءات الدينية في ألمانيا هو أنه على دافعي الضرائب المسيحيين الإعلان عن انتماءاتهم الدينية، حيث تقوم مصلحة الضرائب في ألمانيا بجباية ضريبة الكنيسة من ضريبة الدخل.
بصرف النظر عن وزنها الديموغرافي، فإن للكنيسة الكاثوليكية في ألمانيا تراث ديني وثقافي قديم يعود إلى سان بونيفاس رسول ألمانيا وأول رئيس أساقفة ماينز، وإلى شارلمان الذي دفن في كاتدرائية آخن. وتشمل المواقع الدينية البارزة دير اتال، ودير ماريا لاتش، وأوبرامرغاو، المشهور بأدائها لمسرحية الآلام كل عشر سنوات. تعتبر الهندسة المعمارية الكاثوليكية في إيطاليا غنية أيضاً ومثيرة للإعجاب، فهناك كنائس وكاتدرائيات مثل كاتدرائية كولونيا وكاتدرائية إرفورت وكاثدرائية شباير وكاتدرائية سانت مارتن وكاتدرائية السيدة العذراء في ميونيخ وكاتدرائية القديسة هيدفيغ. وأوضح أجرته وكالة الأنباء الألمانية عام 2017 أنَّ لدى الكنيسة الكاثوليكية في ألمانيا ثروة تقدر بالمليارات في صورة أصول نقدية وأصول مالية وكذلك مخصصات خاصة للكهنة وممتلكات عقارية. وأوضح الاستطلاع أن كل من كولونيا وليمبورج وماينتس وترير تندرج ضمن الأبرشيات الأكثر ثراء في ألمانيا.